# Џон Лангдон Даун
Џон Лангдон Хејдон Даун (енгл. John Langdon Down; 18. новембар 1828 — 7. октобар 1896) био је доктор из Корнвола најпознатији по свом опису релативно честог генетског обољења које се сада зове Даунов синдром, а које је он првобитно класификовао 1862. године.

## Образовање
Даун је рођен у Торпоинту, Корнвол. Са очеве стране је пореклом из ирске породице; његов чукундеда је био католички Бискуп Дерија. Џон Даун је похађао локалне школе, укључујући Класичну и математичку школу у Девонпорту. Са 14 година постао је шегрт код свог оца, сеоског апотекара. Викар му је поклонио Арнотову Физику, због које се одлучио за каријеру у науци. Са 18 година, отишао је у Лондон, где се запослио код једног хирурга на Вајтчапел роуду, где је пуштао крв пацијентима, вадио зубе, прао боце и давао лекове. Касније се прикључио једној фармацеутској лабораторији на Тргу Блумсбери и добио награду за органску хемију. Такође је упознао Мајкла Фарадеја и помагао му у његовом раду са гасовима. Више пута је позиван назад у Торпоинт, како би помагао свом оцу у раду до његове смрти 1853. године.

## Рана каријера
Даун је желео каријеру у науци, али у то време није било превише посла за хемичаре. Уместо тога, одлучио се за медицину, па је 1853. године постао студент у Краљевској лондонској болници. Тамо је имао изврсну каријеру; 1856. године се квалификовао за Друштво апотекара и Краљевски колеџ хирурга Енглеске. Године 1858, постављен је за медицинског надзорника болнице за идиоте Ерлсвуд у Сарију. Људи су били запањени због тога што је желео каријеру у тако запостављеном и незавидном пољу медицине.

## Заоставштина
Одлучио је да трансформише Ерлсвуд, који је био велика институција, све док је похађао студије у Лондону, добио златну медаљу за физиологију, постао члан Краљевског колеџа лекара и постао доктор медицине. Изабран је за доктора-асистента у Лондонској болници, наставио је да живи у Ерлсвуду и врши праксу тамо и у Лондону. Џон Лангдон Даун је био прилично либералан и напредан за викторијанског господина. Жустро је бранио високо образовање жена и порицао да због образовања имају више шанси да роде малоумну децу. Његова етничка класификација идиота довела га је до мишљења да ако ментално дефективни члан беле расе може приказати расне карактеристике неке друге расе, то је онда доказ да су расне разлике неспецифичне. Користио је овај аргумент против апологета који су се залагали за црначко ропство у јужњачким држава за време Америчког грађанског рата и као подршку концепту јединства човечанства.
Године 1866, написао је рад са насловом „Посматрања етничке класификације идиота“ у ком је изнео своју теорију да је могуће класификовати различите типове обољења према етничким карактеристикама. Навео је неколико типова, укључујући и  етиопски тип. Најпознатији је по својој класификацији болести која је данас позната као Даунов синдром, названа по њему, али коју је он класификовао као монголски тип идиота. Последично, за Даунов синдром се такође користио и термин „монголизам“, а  људи са Дауновим синдромом су се наизвали „монголоидима“.
Године 1868, Џон Даун је отворио свој приватни дом за „ментално исподнормалне“ у Нормансфилду, између Хамптон Вика и Тедингтона. Његови синови, Реџиналд и Персивал, обојица квалификовани за медицину у Лондонској болници, придружили су се свом оцу и постали су одговорни за дом након његове смрти 1896. године. Реџиналд је био посебно заинтересован за „монголоидне дефективне“ и приметио је карактеристике њихових линија на длановима. Такође је преиспитивао да ли су те карактеристике биле превише површне да би биле „монголске“ и предложио је да је то можда случај „варијације“. Није познато да ли је био упознат са пионирским радом на пољу хромозома његовог савременика, Аугуста Вајсмана.
Зграда у Нормансфилду је на листи заштићених споменика и сада је позната као Центар Лангдона Дауна. У њој се налазе канцеларије Асоцијације Дауновог синдрома.